# 加纳城堡
加纳城堡罗列位于加纳的要塞和城堡，加纳的城堡和要塞主要建于1482年至1786年期间，建造的目的是为葡萄牙人提供对外贸易的连接点。

## 世界遗产名录
1979年，加纳沃尔特和大阿克拉中西部地区的要塞和城堡列入联合国教科文组织世界遗产名录，登录名称为沃尔特大阿克拉中西部地区的要塞和城堡。列入的共有11座建筑。
- 埃尔米纳堡
- 圣安东尼奥堡（英语：Fort Santo Antonio）
- 英國堡（英语：Fort Vredenburgh）
- 金属十字堡（德语：Fort Metal Cross）
- 聖塞巴斯蒂安堡（英语：Fort San Sebastian）
- 柏廷斯坦堡（英语：Fort Batenstein）[1]
- 圣徒加勾堡（英语：Fort Coenraadsburg）
- 阿姆斯特丹堡
- “忍耐”堡（英语：Fort Patience）
- 海岸角城堡
- 好望堡（英语：Fort Goede Hoop, Ghana）

### 登录基准
该世界遗产被认为满足世界遺產登錄基準中的以下基準而予以登錄：
- （vi）具有显著普遍价值的事件、活的传统、理念、信仰、艺术及文学作品，有直接或实质的连结（世界遗产委员会认为该基准应最好与其他基准共同使用）。

## 其他城堡
- 奥苏城堡
- 威廉堡
- 奥兰治堡（英语：Fort Orange (Ghana)）
- 厄谢尔堡（英语：Ussher Fort）[2]
- 泰西堡[3]
- 弗雷德里克斯伯格堡（德语：Fort Groß Friedrichsburg）
- 普林曾斯坦堡（英语：Fort Prinzenstein）
- 阿波罗尼亚堡